# Ken Whittingham
Ken Whittingham é um director de televisão americano. Seu trabalho mais notável como director inclui uma série de episódios de cada uma das séries de televisão 30 Rock, Parks and Recreation, Suburgatory, The Middle, Parenthood, The Bernie Mac Show, Scrubs, Everybody Hates Chris, The Office, My Name Is Earl e Entourage.
Alguns de seus trabalhos menos notáveis incluem vários episódios das séries The King of Queens, Gilmore Girls, Jake in Progress, Ugly Betty, Still Standing, Community e Yes, Dear.